# Boston Society of Film Critics Award für die beste Hauptdarstellerin
Der Boston Society of Film Critics Award für die beste Hauptdarstellerin.

## Gewinnerinnen

### 1980er Jahre
| Jahr | Gewinnerin       | Film                                  | Rolle              |
| ---- | ---------------- | ------------------------------------- | ------------------ |
| 1980 | Gena Rowlands    | Gloria, die Gangsterbraut             | Gloria Swenson     |
| 1981 | Marília Pêra     | Asphalt-Haie                          | Sueli              |
| 1982 | Meryl Streep     | Sophies Entscheidung                  | Sophie Zawistowski |
| 1983 | Rosanna Arquette | Baby It’s You                         | Jill Rosen         |
| 1984 | Judy Davis       | Reise nach Indien                     | Adela Quested      |
| 1985 | Geraldine Page   | A Trip to Bountiful – Reise ins Glück | Carrie Watts       |
| 1986 | Chloe Webb       | Sid und Nancy                         | Nancy Spungen      |
| 1987 | Holly Hunter     | Nachrichtenfieber – Broadcast News    | Jane Craig         |
| 1988 | Melanie Griffith | Die Waffen der Frauen                 | Tess McGill        |
| 1989 | Jessica Tandy    | Miss Daisy und ihr Chauffeur          | Daisy Werthan      |

### 1990er Jahre
| Jahr | Gewinnerin           | Film                                     | Rolle                        |
| ---- | -------------------- | ---------------------------------------- | ---------------------------- |
| 1990 | Anjelica Huston      | Grifters                                 | Lilly Dillon                 |
| 1990 | Anjelica Huston      | Hexen hexen                              | Eva Ernst / Grand High Witch |
| 1991 | Geena Davis          | Thelma & Louise                          | Thelma Dickinson             |
| 1992 | Emma Thompson        | Wiedersehen in Howards End               | Margaret J. „Meg“ Schlegel   |
| 1993 | Holly Hunter         | Das Piano                                | Ada McGrath                  |
| 1994 | Julianne Moore       | Vanja auf der 42. Straße                 | Yelena                       |
| 1995 | Nicole Kidman        | To Die For                               | Suzanne Stone Maretto        |
| 1996 | Brenda Blethyn       | Lügen und Geheimnisse                    | Cynthia Rose Purley          |
| 1997 | Helena Bonham Carter | Wings of the Dove – Die Flügel der Taube | Kate Croy                    |
| 1998 | Samantha Morton      | Under the Skin                           | Iris Kelly                   |
| 1999 | Hilary Swank         | Boys Don’t Cry                           | Brandon Teena                |

### 2000er Jahre
| Jahr | Gewinnerin         | Film                              | Rolle                     |
| ---- | ------------------ | --------------------------------- | ------------------------- |
| 2000 | Ellen Burstyn      | Requiem for a Dream               | Sara Goldfarb             |
| 2001 | Tilda Swinton      | The Deep End – Trügerische Stille | Margaret Hall             |
| 2002 | Maggie Gyllenhaal  | Secretary                         | Lee Holloway              |
| 2003 | Scarlett Johansson | Lost in Translation               | Charlotte                 |
| 2004 | Hilary Swank       | Million Dollar Baby               | Maggie Fitzgerald         |
| 2005 | Reese Witherspoon  | Walk the Line                     | June Carter Cash          |
| 2006 | Helen Mirren       | Die Queen                         | Elisabeth II. von England |
| 2007 | Marion Cotillard   | La Vie en rose                    | Édith Piaf                |
| 2008 | Sally Hawkins      | Happy-Go-Lucky                    | Pauline „Poppy“ Cross     |
| 2009 | Meryl Streep       | Julie & Julia                     | Julia Child               |

### 2010er Jahre
| Jahr | Gewinnerin         | Film                  | Rolle                             |
| ---- | ------------------ | --------------------- | --------------------------------- |
| 2010 | Natalie Portman    | Black Swan            | Nina Sayers / Die Schwanenkönigin |
| 2011 | Michelle Williams  | My Week with Marilyn  | Marilyn Monroe                    |
| 2012 | Emmanuelle Riva    | Liebe                 | Anne                              |
| 2013 | Cate Blanchett     | Blue Jasmine          | Jeanette „Jasmine“ Francis        |
| 2014 | Marion Cotillard   | The Immigrant         | Ewa Cybulska                      |
| 2014 | Marion Cotillard   | Zwei Tage, eine Nacht | Sandra Bya                        |
| 2015 | Charlotte Rampling | 45 Years              | Kate Mercer                       |